# Llista de les persones vives més longeves
Aquesta és una llista de les persones vives més longeves amb les dates comprovades amb les fonts de suport citades. L'any 2015 es calculava que entre 150 i 600 persones vives havien arribat als 110 anys. El nombre real és incert, ja que no tots els supercentenaris són coneguts pels investigadors en un moment determinat, i algunes afirmacions no es poden validar o són fraudulentes.
El 17 de gener de 2023, la catalana Maria Branyas Morera va esdevenir la persona viva més vella del món l'edat de la qual ha estat validada. Va morir el 19 d'agost del 2024 amb 117 anys.

## Persones vives més longeves
Llista actualitzada a 6 de gener de 2025:
| Ordre | Nom                  | Sexe | Data de naixement    | Edat L'16 de març de 2025 | Lloc de naixement                                        | Residència                              |
| ----- | -------------------- | ---- | -------------------- | ------------------------- | -------------------------------------------------------- | --------------------------------------- |
| 1     | Inah Canabarro Lucas | Dona | 8 de juny de 1908    | 116 anys, 281 dies        | São Francisco de Assis, Rio Grande do Sul, Brasil        | Porto Alegre, Rio Grande do Sul, Brasil |
| 2     | Elizabeth Francis    | Dona | 25 de juliol de 1909 | 115 anys, 234 dies        | Parròquia de St. Mary, Louisiana, Estats Units d'Amèrica | Houston, Texas, Estats Units d'Amèrica  |